# Nogales (Extremadura)
Nogales (extremadurai nyelven Nogalis) egy község Spanyolországban, Badajoz tartományban. Nogales Almendral, Torre de Miguel Sesmero, Badajoz, Entrín Bajo, Santa Marta, La Morera, La Parra, Salvatierra de los Barros és Salvaleón községekkel határos. Lakosainak száma 640 fő (2024).

## Népesség
A település népessége az utóbbi években az alábbiak szerint változott:
| Lakosok száma | 777  | 710  | 688  | 724  | 719  | 699  | 699  | 652  | 646  | 640  |
|               | 2001 | 2004 | 2006 | 2009 | 2011 | 2014 | 2016 | 2019 | 2021 | 2024 |